# ローワン・ヴァーティ
ローワン・ヴァーティ（英語: Rowan Varty、中国語: 華路雲、1986年3月20日 – ）は、イギリス生まれの香港のラグビーユニオン選手。香港プレミアシップ所属の香港クリケットクラブで活動。15人制ラグビー香港代表および7人制ラグビー香港代表でキャプテンを務め、世界中の一流選手を集めて編成されるイングランドの名門クラブ「バーバリアンズ」にも選出された。
妹のリンジー・ヴァーティもまた、7人制ラグビー女子香港代表に選出されている。

## 生い立ち
1986年にイングランドのロンドンで誕生。父親はイギリス人、母親は中国とポルトガルの欧亜混血であった。ヴァーティは香港で育ち、キング・ジョージ5世学校で学んだ。
その後ヴァーティはノッティンガム大学で法学を修め、続いて香港大学の大学院に進んだ。
2013年12月、法律事務所 Tanner De Witt にて2年間の実習を終えた後、法律家の仕事の休業を決めた。彼は香港体育学院から招待を受け、オリンピック香港代表候補となった

## ラグビー経歴
ヴァーティはキング・ジョージ5世学校にて15人制ラグビーをプレーした。2004年、キング・ジョージ5世学校はビル・ウィリアムズ学生ラグビーセブンズに参加。ヴァーティはキング・ジョージ5世学校のキャプテンとして、港島中学に21対5で勝利した。
ヴァーティは15人制ラグビーにおいて、バックスのポジションでプレーした。彼は所属クラブDeAタイガースRFCにて主にウイングとフルバックのポジションを担い、アジアレベルの選手となった。
2004年、ヴァーティは18歳の時にラグビー香港代表に選出され、シンガポール戦にて途中出場で代表デビューを果たした。彼は香港のパスポート取得に大きな努力を要し、最終的に2013年に香港のパスポートを取得した。
ヴァーティは7人制ラグビー香港代表にも選出され、2005年ワールドカップ（香港）、2009年ワールドカップ（ドバイ）、2013年ワールドカップ（ロシア）に出場した。
2013年4月、ヴァーティはバーバリアンズのスコッドに選出された。これは香港のラグビー選手として初めての出来事であった。彼はイングランド戦において途中交代で出場し、バーバリアンズ初キャップを獲得した。